# Tonalność
Tonalność – rodzaj systemu dźwiękowego zakładającego hierarchiczne relacje między dźwiękami oraz współbrzmieniami. Podstawowym założeniem tonalności jest istnienie dźwięku podstawowego, centrum tonalnego, do którego w procesie kontinuum muzycznego ciążą wszystkie inne dźwięki.

## Historia pojęcia

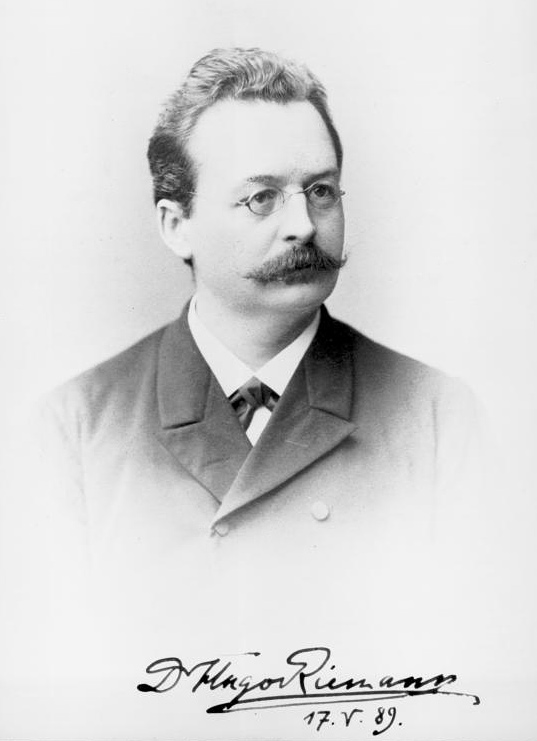
Hugo Riemann

Dzieje dyskursu wokół terminu zaczynają się od definicji stworzonej w 1844 roku przez François Fétisa. Według niego tonalnością były relacje między dźwiękami w ramach horyzontalno-wertykalnych układów dźwiękowych. Istotna była dla niego przede wszystkim kwestia związków między akordami, ciążenia toniczno-dominantowe. Pojęcie zostało stworzone na gruncie koncepcji harmonii Jeana Philippe’a Rameau, aczkolwiek Fétis rozumiał tonalność szerzej, jako kategorię historycznie i geograficznie uwarunkowaną. Zagadnienie zostało podjęte przez Hugo Riemanna, twórcę klasycznej teorii harmonii funkcyjnej. W wydanej w 1889 roku w Lipsku Handbuch der Harmonielehre określił tonalność jako związek melodii, następstwa harmonicznego czy najogólniej układu dźwiękowego z dźwiękiem centralnym. Riemann pojmował jednak tonalność bardzo wąsko, wiążąc ją ściśle z systemem dur-moll. Pojęcie tonalności było dla niego synonimiczne z terminem tonacji.
„Po okresie rozsadzania systemu dur-moll przez niemiecki ekspresjonizm, po okresie stałego deformowania, ustawicznej negacji, zaznaczają się tendencje pozytywne: poszukiwanie trwałych i pewnych dróg wyjścia z chaosu tonalnego”. W drugiej i trzeciej dekadzie XX wieku kompozytorzy, głównie we Francji, próbowali scalać materiał dźwiękowy utworów za pomocą motoryki oraz kolorystyki. Bardziej trwałym środkiem do wyjścia z chaosu tonalnego wydawało się jednak stworzenie tzw. nowej tonalności. Zadania podjęli się przede wszystkim kompozytorzy i teoretycy szkoły niemieckiej. Największe znaczenie mieli Paul Hindemith oraz Arnold Schönberg. Hindemith był przedstawicielem nurtu umiarkowanego, stworzył własny system tonalny, opierając się w dużej mierze na dziedzictwie muzyki średniowiecza, renesansu czy baroku. Rewolucyjna dodekafonia seryjna Arnolda Schönberga stwarzała natomiast tonalność od nowa. Niezależnie jednak od stopnia radykalności poglądów, kompozytorzy musieli odpowiedzieć sobie na najbardziej podstawowe pytania: czym jest tonalność, w jaki sposób działa i czy budowanie nowego systemu dźwiękowego oprzeć o ciążenia tonalne.

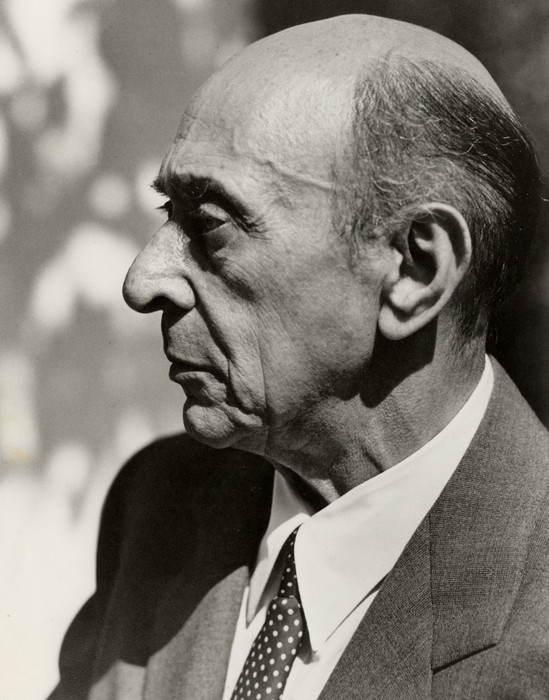
Arnold Schönberg

Arnold Schönberg zdefiniował tonalność „jako sztukę łączenia ze sobą dźwięków w takie następstwa i takie harmonie lub następstwa harmoniczne, że możliwe będzie odniesienie wszystkich zdarzeń dźwiękowych do dźwięku podstawowego”. Tak poszerzona – w stosunku do riemannowskiej – definicja tonalności obowiązuje do dzisiaj. Schönberg rozwinął swoją myśl. Podobnie jak Hindemith, starał się naukowo wyjaśnić nowo budowaną tonalność. Uważał, że wszystkie zjawiska muzyczne można wytłumaczyć w odniesieniu do szeregu alikwotów. Skala majorowa jest zsumowaniem dźwięków trzech głównych trójdźwięków zbudowanych na I, IV i V stopniu skali, które z kolei są sumą czwartego, piątego i szóstego tonu składowego trzech dźwięków podstawowych skali. Biorąc pod uwagę bardziej odległe alikwoty, aż do trzynastego, można zbudować skalę chromatyczną. Schönberg sprzeciwiał się określaniu swojej twórczości mianem atonalności. Uważał bowiem, że układ dwunastotonowy jest rodzajem tonalności. „System Schönberga ma wprawdzie znamiona logicznej koherencji, podstawowej według niego cechy tonalności, ale w jego koncepcji teoretycznej aksjomaty dotyczące tożsamości układów dźwiękowych odwołują się jedynie do abstrakcyjnych, matematycznych zasad przekształceń izometrycznych, nie zaś do audytywnie uchwytnego podobieństwa, jak to miało miejsce w tonalności kojarzonej z teorią harmonii funkcyjnej”. Tonalność zatem opiera się według Schönberga o apriorycznie przyjęte zasady, które w sposób „naturalny” wiążą materię dźwiękową, ale które nie muszą sprawiać wrażenia zgodności brzmienia.

Szereg harmoniczny

Koncepcja Schönberga wzbudziła szereg kontrowersji. Zwracano uwagę, że bardzo trudno doszukać się wspólnego mechanizmu działania tonalności dur-moll i tonalności dodekafonicznej. Próbę syntezy teorii Riemanna oraz Schönberga podjął Carl Dahlhaus. Tonalność według niego to „system relacji między dźwiękami, w którym tonika lub centralny dźwięk jest najważniejszym elementem”. Przy tym można wyodrębnić dwa typy tonalności: tonalności jako procesu zmierzającego do jakiegoś centrum odniesienia (system dur-moll) oraz tonalności jako struktury, systemu relacji (dwunastotonowa seria). Tonalność ujęta jako proces – charakterystyczna dla muzyki europejskiej od XII do XX wieku – tworzy system otwarty, tzn. bazuje na szeregu harmonicznym, który zmierza ku nieskończoności. Tonalność ujęta jako struktura – charakterystyczna dla muzyki z kręgów pozaeuropejskich (np. pentatonika) oraz dla artystycznej muzyki europejskiej XX wieku (np. dodekafonia) – tworzy system zamknięty, tzn. zamknięty kompleks skalowy. System otwarty musi być scentralizowany, zmierzający do dźwięku centralnego, aby nie uleć rozpadowi. System zamknięty nie musi podkreślać ciążenia do centrum, gdyż ze swej natury jest koherentny. Myśl Dahlhausa posiada dwie zasadnicze słabości. Po pierwsze Schönberg tłumaczył serię dwunastotonową przez pryzmat szeregu alikwotów, a więc uznałby swój system jako otwarty, a nie zamknięty. Po drugie Dahlhaus pomija najbardziej wywrotowy element myśli Schönberga, jej brak oparcia w audytywnym, empirycznym doświadczeniu zgodności brzmienia. Arnold Schönberg, Carl Dahlhaus czy również Arthur Berger sprowadzali tonalność do teoretycznej sfery abstrakcji oderwanej od realnej rzeczywistości dźwiękowej. Tacy muzykolodzy jak Walter Wiora i Richard Norton sprzeciwiali się takiemu rozumieniu tonalności; dla nich subiektywne odczucie spójności dźwiękowej było kluczowe. Norton pisał: „tonalność jest decyzją podjętą po to, by uniknąć chaosu dźwiękowego”. Tonalność jest rodzajem intersubiektywnej świadomości muzycznej. To, co dla nas wydaje się uporządkowane, tonalne – może dla przedstawicieli innej kultury wydać się chaotyczne, atonalne. Tak ujęta tonalność nie stoi w konflikcie z myślą Schönberga. Według niego, dodekafonia być może w pierwszej połowie XX wieku wydawała się atonalna, ale dla przyszłego słuchacza będzie już tonalna. Problem percepcji muzyki nie był mu więc zupełnie obcy.

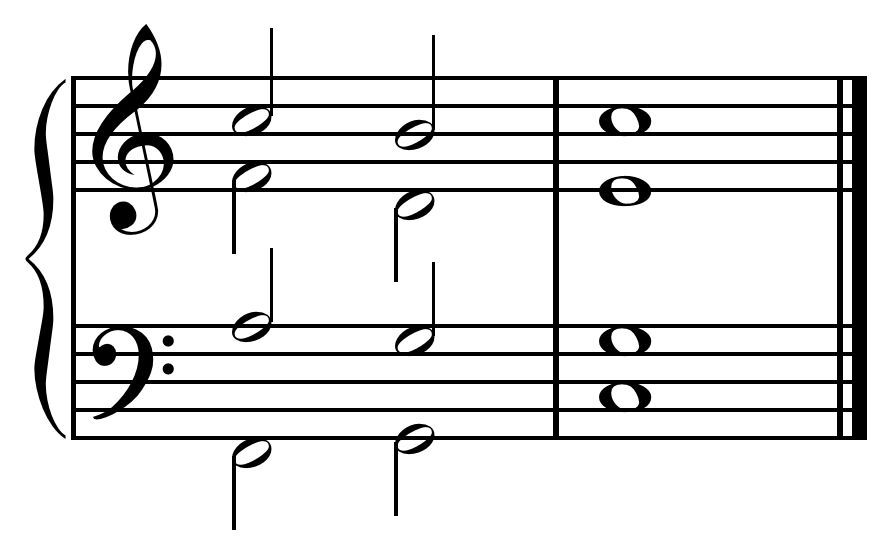
Kadencja wielka doskonała jest przykładem silnego ciążenia tonalnego, które można uzasadnić poprzez szereg harmoniczny (m.in. Riemann, Dahlhaus) czy poprzez kulturowe przyswojenie (m.in. Wiora, Norton)

Tonalność może być rozumiana jako pojęcie historyczne lub ahistoryczne. Jeżeli pojmujemy tonalność szeroko, w pewnym sensie ontologicznie, jako ogólne zasady porządkujące materię dźwiękową, wtedy tonalność wyda nam się niezmiennym historycznie czy geograficznie logosem. Jeżeli jednak kładziemy nacisk na percepcyjne wrażenie zgodności, tonalność jako dynamicznie kształtowane wrażenie koherentności – wtedy pojęcie będzie miało dla nas wymiar historyczny. W koncepcji Riemanna tonalność odnosiła się wyłącznie do systemu dur-moll, tj. do muzyki kręgu europejskiego od XVII do XX wieku. Prawidłowości organizacji dźwiękowej w muzyce renesansu czy średniowiecza nazywano modalnością. Zgodnie z tym sposobem myślenia mówiono o „rozluźnionej tonalności” w muzyce Wagnera i Skriabina oraz dodekafonicznej atonalności. Koncepcja Schönberga rozszerzyła semantyczne ramy tonalności i dziś tonalność rozumiana jest zazwyczaj ahistorycznie; mówi się o tonalności Oliviera Messiaena, tonalności indyjskich rag czy zmianie poczucia tonalności w XV wieku poprzez upowszechnienie techniki fauxbourdon. Wielu teoretyków (m.in. Norman Cazden) zarzuca, że takie poszerzenie znaczenia terminu sprawia, że staje się ono nieprzydatne. Jeżeli mianem tonalności będziemy określać dodekafonię, to konsekwentnie powinniśmy mówić o tonalności muzyki spektralnej. We współczesnej praktyce muzykologicznej tonalnością określa się więc zwykle te utwory muzyczne, w których jest empirycznie wyczuwalne dążenie kontinuum dźwiękowego do pewnego centralnego dźwięku, akordu lub struktury interwałowej. Niekiedy w muzyce XX wieku taka centralna struktura ma charakter kolorystyczny (np. akord mistyczny w twórczości Aleksandra Skriabina), stąd powstał termin równoległy do pojęcia tonalności – Klangzentrum, centrum brzmieniowe.
W Polsce oraz innych krajach dawnego bloku wschodniego pojęcie tonalności często bywa rozumiane na sposób riemannowski i utożsamiane z systemem dur-moll. Takie ujęcie było promowane przez socrealizm, dla którego muzyka odchodząca od harmonii funkcyjnej, a więc trudniejsza w odbiorze dla przeciętnego słuchacza, była przejawem zepsucia, wroga ludowi. W latach 1934–1956 ideałem sztuki realnego socjalizmu była pieśń masowa pisana w oparciu o prostą harmonikę dur-moll. W publikacjach naukowych termin „atonalny” miał wydźwięk pejoratywny; „atonalny”, sprzeczny z tonalnością. Co prawda w czasie destalinizacji radykalizm założeń socrealistycznych szybko osłabł i większość kompozytorów pisała muzykę nieprzystającą do systemu dur-moll, ale ujęcie tonalności rozumianej po riemannowsku utrzymywała się w szkolnictwie jako najłatwiejszej do nauczania.